# 顏人中
顏人中（1994年6月17日—），本名顏仲瑄，台灣流行樂創作型男歌手。

## 簡歷

### 早年生活
顏人中在國中時曾登上《超級偶像》的舞台參與選秀，因忘詞止步16強，此後專心學業。畢業以後，顏人中跟著學長做街拍攝影師、還去別人的婚禮做過音控和派對的DJ。

### 個人生活
高中時，顏仲瑄愛打籃球，計劃以一名體育生的身份開始大學生活。但在高三時期，他卻突然在打籃球時意外傷到了腿，無法繼續練習，只好放棄自己的籃球夢。

### 對於顏人中的評價
顏人中獨特的顆粒感嗓音辨識度極高，在節目《蒙面唱將猜猜看第四季》中，他充分展現自己的音樂能力，與歐陽靖合作改編的《小鎮姑娘》，磁性嗓音與rap的結合獲得現場掌聲不斷，用自己玩R&B的方式演繹了方大同、王力宏、眼龍、眼前喕喕喕喕、眼前的作品也讓人噤聲。
顏人中即興創作的能力讓眾人驚喜，幽默風趣的個性也非常討人喜歡。
顏人中演唱的歌曲《誤會一場》，沙啞又飽含深情的嗓音隨之而出，好似夜深時分低低的耳語摩挲聽眾耳膜，獨特的咬字方式與緩慢的曲調交織，酸澀的氛圍漸漸蔓延。

### 發展經歷
2019年，顏人中翻唱《有可能的夜晚》並上傳到抖音走紅，獲得逾280萬播放。自此，他開始在網路翻唱不同歌曲，同年4月16日，發布首支個人單曲《晚安》，12月14日發行首張專輯《失眠症候群》，並在12月至次年1月舉行首場巡迴演唱會《失眠症候群》。

### 2019年：發行首張專輯【失眠症候群】、正式出道。
- 2019年2月，因翻唱《有可能的夜晚》、《女孩》、《孤單心事》等歌曲進入演藝圈。
- 2019年4月19日，推出個人首支單曲《晚安》，該曲進入網易雲音樂2019上半年度音樂榜單最熱歌曲第一名。
- 2019年6月5日，與饒舌歌手Vava合作演唱的歌曲《祝你愛我到天荒地老》正式上線。
- 2019年7月15日，發布歌曲《追風》。
- 2019年8月6日，發布原創詞曲作品《好喜歡你》。
- 2019年9月21日，發布歌曲《嗜好》。
- 2019年9月8日，參加江蘇衛視聚划算99划算盛典，與郁可唯合唱《知否知否》，並獨唱歌曲《晚安》。
- 2019年10月11日，推出與唱吧合作的歌曲《很需要》。
- 2019年10月23日，為電視劇《初戀那件小事》演唱的推廣曲《我只能離開》正式上線。
- 2019年10月28日，發布歌曲《靠近》。
- 2019年11月10日，其參與錄製的音樂競猜真人實境秀《蒙面唱將猜猜猜 (第四季)》在江蘇衛視播出。
- 2019年11月16日，作為嘉賓參加Vava毛衍七「凰者歸來」世界巡迴演唱會成都站。
- 2019年12月14日，推出個人首張EP《失眠症候群》，收錄了包括《假裝沒變過》、《一個人》等在內的5首歌曲。
- 2019年12月22日，其參與錄製的青年人文化沉浸式類節目《一堂好課》在中央電視台綜藝頻道播出。
- 2019年12月到2020年1月，舉辦個人首輪巡迴「失眠症候群」。

### 2020年：陸續發布歌曲《爛醉》 、《你想要的》 、《總有一天你會知道》、發佈個人專輯EP《感情事故》、《去愛你》、《誤會一場》
- 2020年5月20日，參加喜馬拉雅明星IP欄位《超級報亭》聯合唱吧推出表白日專題節目－《陪伴你調頻》。
- 2020年5月23日，推出「青春重置計畫Part 3 劇好聽」的歌曲《遇見》。
- 2020年6月4日，以唱作人的身分參與愛奇藝唱作人生態挑戰節目《我是唱作人第二季》。
- 2020年7月6日，為電視劇《怪你過分美麗》演唱的主題曲《去愛你》正式上線。
- 2020年8月20日，為電視劇《幸福還會來敲門》演唱的插曲《誤會一場》正式上線。
- 2020年9月17日，與李晨、李汶翰、王鶴棣等共16位明星球員參加由騰訊體育出品的中國首檔全明星籃球競技真人秀《2020超級企鵝聯盟super3：星斗場》。
- 2020年11月19日，與黃齡合作為電視劇《當你戀愛時》演唱的片尾曲《愛你沒道理》正式上線。
- 2020年12月26日，推出個人第二張專輯EP《感情事故》。

### 2021年:《好好忘記我》、《不捨》、《定格》、《每一秒鐘》發行
- 2021年1月19日，獲得抖音星動之夜年*度新勢力藝人。
- 2021年1月29日，其參與錄製的音樂勵志節目天赐的声音 (第二季)在浙江衛視播出，節目中與周傳雄合唱我難過
- 2021年2月4日，為電視劇玲瓏演唱的插曲《流離失所》上線
- 2021年2月10日，參加海南衛視春節聯歡晚會。
- 2021年3月21日，為電視劇戀戀小酒窩演唱的主題曲《好好忘記我》上線。
- 2021年3月27日，其參與錄製的跨屏互動音樂綜藝節目為歌而贊在浙江衛視播出。
- 2021年4月23日，獲得硬地圍爐夜·2019-2020網易雲音樂原創盛典最具人氣新人獎
- 2021年5月，為電影我要我們在一起演唱的推廣曲《不捨》上線。
- 2021年5月28日，以「百分號歌手」的身分參加湖南衛視新一代音樂演出生態秀誰是寶藏歌手，和孟慧圓共同成就了高光舞台。

### 2022年:專輯《查無此人》、《不捨》、《慢慢》、《很需要》、《飛起來》、《當你》、《Till We Fall in Love》發行
- 2022年1月22日，發行個人第三張EP《查無此人》。
- 2022年1月22日，孤獨的野獸主題曲《慢慢》單曲發行。
- 2022年6月，參加南京長江潮音樂節。
- 2022年7月，上線歌曲下一個天亮(原唱:郭靜)，同年7月，參加夏日限定音樂節。
- 2022年8月26日-28日，參加2022阿那亞蝦米音樂節。
- 2022年9月，參加成都·蔚然花海音樂節。
- 2022年9月，第六屆太湖灣音樂節延期，全陣容正式官宣，顏人中參加。
- 2022年12月20日起，加盟的《聽見我的旅行》在抖音、西瓜影片、今日頭條以及鮮時光TV等字節系內平台播出。
- 2022年12月23日，孤獨的野獸扮演洛賓的朋友Roger，身分是鑑定師。

### 2023年:《愛到你說》發行
- 2023年4月8日，參加廣州海潮宇宙音樂節。
- 2023年4月30日，將參加第六屆太湖灣音樂節演出。
- 2023年6月29日，參加灣區昇明月2023大灣區電影音樂晚會。
- 2023年12月24日，發行一閃一閃亮星星（2023年電影版）心動曲《愛到你說》，由王琳凱編曲。
- 2023年12月31日，參加《2024江蘇衛視跨年演唱會》，與周華健、孟子義、劉令姿、曾可妮、李好、劉維演唱《花心》、《讓我歡喜讓我憂》、《愛相隨》、《有沒有一首歌會讓你想起我》、並與眾多群星唱《明天會更好》此曲。

### 2024年:《只你》、《很久的瞬間》、發行個人專輯EP《這是一張情歌專輯》、《緩緩》
- 2024年5月4日，參加《閃光的青春－2024五四青年節特別節目》。
- 2024年5月21日，為電視劇《狐妖小紅娘月紅篇》演唱插曲《只你》。
- 2024年6月20日，發行電視劇《時光代理人》推廣曲《很久的瞬間》。
- 2024年7月16日，發行個人專輯EP《這是一張情歌專輯》。
- 2024年7月21日，參加第五屆騰訊音樂娛樂盛典。
- 2024年8月10日，參加《2024年中央廣播電視總台七夕特別節目》，與王OK演唱《戀·時光》。
- 2024年8月26日，參加第31屆《東方風雲榜》音樂盛典，演唱《晚安》。
- 2024年9月13日，參加《首屆數位音樂年度盛典》。
- 2024年9月16日，參加《2024年「中華情‧中國夢」中秋文藝晚會》，演唱歌曲《海那邊》和《我們同唱一首歌》。
- 2024年12月6日，參加周杰倫的演唱會，與曹楊 、剃刀蔣一同參加。
- 2024年12月31日，參加《啟航2025－中央廣播電視總台跨年晚會》，與王雅潔共同演唱歌曲《逐空》。

### 2025年：發行《餘燼之上》、《敏感》、《值得愛》
- 2025年1月1日，參加節目《加康加年味第三季》首播。
- 2025年1月28日，參加《2025年中央廣播電視總台春節聯歡晚會》，表演喜劇歌曲《妥妥的》。
- 2025年2月，演唱電視劇《餘燼之上》片尾曲《餘燼之上》。
- 2025年2月12日，參加《2025年中央廣播電視總台元宵晚會》，表演國際金曲聯唱《一起唱過的歌》。
- 2025年3月9日，參加《QQ音樂超級巔峰之夜》表演節目《夏夜最後的煙火》、《躺在你懷裡做一場夢》。
- 2025年3月11日，在網易雲發行單曲《敏感》。
- 2025年4月3日，發行電視劇同名主題曲《值得愛》。
- 2025年5月17日，參加《2025百度黃山青松音樂節》。

## 音樂作品

### 專輯
| 發行順序 | 資料 | 曲目                                                                               |
| -------- | --- | ---------------------------------------------------------------------------------- |
| 1st      | 《失眠症候群》 - 發行日期：2019年12月1日 - 唱片公司：中視鳴達 - 格式：數位下載 · 串流媒體 · CD                      | 1. 一種原諒 2. 假裝沒變過 3. 一個人 4. 有些 5. 偷走你的心                          |
| 2nd      | 《感情事故》 - 發行日期：2020年12月26日 - 唱片公司：中視鳴達 - 格式：數位下載 · 串流媒體 · CD                       | 1. 不在 2. 陪我寂寞 3. Don't cry 4. My love 5. 不争先生                            |
| 3rd      | 《查无此人》 - 發行日期：2022年1月22日 - 唱片公司：中視鳴達 - 格式：數位下載 · 串流媒體 · CD                        | 1. 查无此人 2. 每一天都想见面 3. 是谁 4. 每一秒钟 5. Till We Fall in Love          |
| 4th      | 《這是一張情歌專輯》 - 發行日期：2024年7月16日 - 唱片公司：北京和風煦日文化傳播有限公司 - 格式：數位下載 · 串流媒體 | 1. 躺在你懷裡做一場夢 2. Destiny 3. 主觀意識 4. 各說各話 5. 有一天，你說 6. 壞同學 |

### 單曲
| 發行日期       | 單曲名稱                          | 作詞         | 作曲             | 備註                             |
| -------------- | --------------------------------- | ------------ | ---------------- | -------------------------------- |
| 2019年3月30日  | 好好忘記我                        | 林喬         | 岑思源           | 電視劇《戀戀小酒窩》主題曲       |
| 2019年4月19日  | 晚安                              | 陳志傑       | 陳志傑           | 第一首發行的單曲                 |
| 2019年7月15日  | 追風                              | 月梳影       | 月梳影           |                                  |
| 2019年9月17日  | 定格                              | 張靚         | 園田芳雄         | 電視劇《一生一世》插曲           |
| 2019年10月11日 | 很需要                            | 張鵬鵬       | 芮英杰           |                                  |
| 2019年10月21日 | 家國天下                          | 姬霄         | 單喻龍           | 手遊《率土之濱》週年慶典曲       |
| 2019年10月23日 | 我只能離開                        | 余竑龍       | 余竑龍           | 電視劇《初戀那件小事》推廣曲     |
| 2019年12月14日 | 有些                              | 鄭國鋒       | 鄭國鋒           |                                  |
| 2019年12月26日 | 你和我和貓                        | 沈以誠       | 沈以誠           |                                  |
| 2020年1月21日  | 爛醉                              | 張辛喜       | 陳榮樂           |                                  |
| 2020年3月28日  | 你想要的                          | 徐嘉蔚       | 苗小青           |                                  |
| 2020年4月19日  | 總有一天你會知道                  | 無比         | 笛呆子囚牛       |                                  |
| 2020年6月9日   | 去愛你                            | 任雅靜、孫偉 | 呂晴、孫偉       | 電視劇《怪你過分美麗》插曲       |
| 2020年8月25日  | 今天                              | 馬嘉         | 馬嘉             |                                  |
| 2022年1月11日  | 慢慢                              | 姜楠         | 陳恬             | 孤獨的野獸主題曲《慢慢》單曲發行 |
| 2022年4月29日  | 微光                              | 焦傲         | 常毅凱           |                                  |
| 2022年8月20日  | 誤會一場                          | 瀟彬         | 李偲菘           |                                  |
| 2022年9月29日  | Till We Fall in Love Fall in Love | 笑停         | Vera Chai        |                                  |
| 2022年9月29日  | 我愛上遺憾的原因                  | 胡家誠       | 林耕禾           |                                  |
| 2022年11月19日 | 不晚                              | 潇彬         | John刘江         |                                  |
| 2023年12月24日 | 愛到你說                          | 王琳凱       | 島XD             | 電影《一閃一閃亮星星》推廣曲     |
| 2023年5月21日  | 只你                              | 陳恬         | 陳恬/黃一        | 電視劇《狐妖小紅娘月紅篇》插曲   |
| 2024年6月20日  | 很久的瞬間                        | 陳恬         | 陳恬/CoolZ       | 電視劇《時光代理人》推廣曲       |
| 2024年9月18日  | 緩緩                              | 周萌         | 郭子陽/Tim姜皓天 |                                  |
| 2025年2月9日   | 餘燼之上                          | 李然與花     | 李智聖霖         | 電視劇《餘燼之上》主題曲         |
| 2025年2月24日  | 愛你的心事                        | 徐思思       | 曾締             | 電視劇《愛你》情意延綿曲         |
| 2025年3月11日  | 敏感                              | Luts         | Luts             |                                  |
| 2025年4月3日   | 值得愛                            | 郭棟楠       | 崔龍陽/高做      | 電視劇《值得愛》同名主題曲       |
| 2025年6月10日  | 夢的港灣                          | 郭棟楠       | 鄭國鋒           |                                  |

### 音樂創作
| 發行日期       | 歌曲名稱           | 演唱者       | 作詞                 | 作曲           |
| -------------- | ------------------ | ------------ | -------------------- | -------------- |
| 2019年6月5日   | 祝你愛我到天荒地老 | 顏人中、Vava | 鄒念慈、顏人中、Vava | 鄒念慈         |
| 2019年8月6日   | 好喜歡你           | 顏人中       | 顏人中               | 顏人中         |
| 2019年9月21日  | 嗜好               | 顏人中       | 顏人中               | 顏人中         |
| 2019年10月28日 | 靠近               | 顏人中       | Eva、顏人中          | 戎子豪、顏人中 |
| 2020年6月12日  | 某年某月某天       | 顏人中       | 顏人中               | 顏人中         |
| 2020年7月10日  | 想說               | 顏人中       | 顏人中               | 顏人中         |

## 影視作品

### 綜藝節目
| 日期          | 節目                             | 性質             | 備註                                   |
| ------------- | -------------------------------- | ---------------- | -------------------------------------- |
| 2008年6-9月   | 超級偶像2                        | 參賽者           | 止步16強                               |
| 2019年9月     | 聚划算99划算盛典                 | 南方陣營         | 與郁可唯合唱《知否知否》，獨唱《晚安》 |
| 2019年11月    | 蒙面唱將猜猜猜 (第四季)第4,5,6期 | 歌手             | 代號：給點陽光就燦爛                   |
| 2020年6月11日 | 我是唱作人第二季第9期            | 踢館新聲代唱作人 |                                        |
| 2020年6月15日 | 隱藏的食光                       | 主持             |                                        |
| 2021年2月1日  | 天賜的聲音2                      | 歌手             | 與周傳雄合唱《我難過》                 |
| 2021年4月20日 | 為歌而讚                         | 歌手             |                                        |
| 2021年5月29日 | 誰是寶藏歌手                     | 歌手             | 補位歌手，代號%                        |
| 2021年11月6日 | 一路唱響                         | 音樂探寶團員     |                                        |
| 2023年6月-8月 | 劇好聽的歌                       | 劇能唱歌手       |                                        |

## 演唱會

### 2019-2020 颜人中「失眠症候群」個人巡演
| 年份 | 場次 | 日期           | 國家／地區 | 城市 | 場館               | 備注 |
| ---- | ---- | -------------- | ---------- | ---- | ------------------ | ---- |
| 2019 | 1    | 2019年12月22日 | 中国       | 北京 | 疆进酒             |      |
| 2019 | 2    | 2019年12月29日 | 中国       | 杭州 | MAO Livehouse 杭州 |      |
| 2020 | 3    | 2020年1月4日   | 中国       | 厦门 | 星巢沃克秀         |      |
| 2020 | 4    | 2020年1月5日   | 中国       | 深圳 | A8 Live            |      |

### 2021 颜人中「感情事故」十城巡演
| 年份 | 場次 | 日期          | 國家／地區 | 城市 | 場館                  | 備注 |
| ---- | ---- | ------------- | ---------- | ---- | --------------------- | ---- |
| 2021 | 1    | 2021年3月19日 | 中国       | 天津 | 大麦66LiveHouse天津   |      |
| 2021 | 2    | 2021年4月9日  | 中国       | 杭州 | 大麦66LiveHouse杭州   |      |
| 2021 | 3    | 2021年4月11日 | 中国       | 上海 | MAO LiveHouse 上海    |      |
| 2021 | 4    | 2021年4月25日 | 中国       | 广州 | 太空间livehouse       |      |
| 2021 | 5    | 2021年5月1日  | 中国       | 北京 | 糖果TANGO             |      |
| 2021 | 6    | 2021年5月3日  | 中国       | 长沙 | 长沙46 livehouse      |      |
| 2021 | 7    | 2021年5月5日  | 中国       | 南京 | 南京太阳宫            |      |
| 2021 | 8    | 2021年5月9日  | 中国       | 重庆 | 寅派动力livehouse     |      |
| 2021 | 9    | 2021年5月16日 | 中国       | 成都 | 正火艺术中心1号馆     |      |
| 2021 | 10   | 2021年6月17日 | 中国       | 武汉 | 不晚IN TIME LIVEHOUSE |      |

### 2021 颜人中「查無此人」雙專場演唱會
| 年份 | 場次 | 日期           | 國家／地區 | 城市 | 場館           | 備注 |
| ---- | ---- | -------------- | ---------- | ---- | -------------- | ---- |
| 2021 | 1    | 2021年12月24日 | 中国       | 广州 | 廣州中山紀念堂 |      |
| 2021 | 2    | 2021年12月25日 | 中国       | 广州 | 廣州中山紀念堂 |      |

### 2022-2023 颜人中「旅人」巡回演唱會
| 年份 | 場次 | 日期          | 國家／地區 | 城市 | 場館               | 備注 |
| ---- | ---- | ------------- | ---------- | ---- | ------------------ | ---- |
| 2022 | 1    | 2022年8月13日 | 中国       | 苏州 | 蘇州體育中心體育館 |      |
| 2023 | 2    | 2023年3月11日 | 中国       | 成都 | 华熙LIVE·528M      |      |

### 2023 颜人中「綠洲」專場演唱會
| 年份 | 場次 | 日期           | 國家／地區 | 城市 | 場館                     | 備注 |
| ---- | ---- | -------------- | ---------- | ---- | ------------------------ | ---- |
| 2023 | 1    | 2023年12月24日 | 中国       | 佛山 | 佛山国际体育文化演艺中心 |      |

### 2024-2025 颜人中「Moment³」 巡回演唱會
| 年份 | 場次 | 日期           | 國家／地區 | 城市   | 場館                         | 備注               |
| ---- | ---- | -------------- | ---------- | ------ | ---------------------------- | ------------------ |
| 2024 | 1    | 2024年10月12日 | 中国       | 广州   | 广州体育馆1号馆              |                    |
| 2024 | 2    | 2024年10月26日 | 中国       | 北京   | 华熙LIVE·五棵松·场馆         |                    |
| 2024 | 3    | 2024年11月23日 | 中国       | 南京   | 南京奥体中心国缘V9体育馆     |                    |
| 2024 | 4    | 2024年12月14日 | 中国       | 长沙   | 湖南国际会展中心·芒果馆      |                    |
| 2024 | 5    | 2024年12月28日 | 马来西亚   | 吉隆坡 | 亚通体育馆                   | 首場海外個人演唱會 |
| 2025 | 6    | 2025年1月10日  | 中国       | 上海   | 梅赛德斯-奔驰文化中心        |                    |
| 2025 | 7    | 2025年2月21日  | 中国       | 深圳   | 深圳湾体育中心「春茧」体育馆 | 收官               |
| 2025 | 8    | 2025年2月22日  | 中国       | 深圳   | 深圳湾体育中心「春茧」体育馆 | 收官               |

### 2025 颜人中「MOMENTⁿ」世界巡回演唱會
| 年份 | 場次 | 日期          | 國家／地區 | 城市 | 場館                       | 備注 |
| ---- | ---- | ------------- | ---------- | ---- | -------------------------- | ---- |
| 2025 | 1    | 2025年9月13日 | 中国       | 佛山 | 佛山国际体育文化演艺中心   |      |
| 2025 | 2    | 2025年9月20日 | 中国       | 苏州 | 苏州奥林匹克体育中心体育馆 |      |
| 2025 | 3    | 2025年9月27日 | 中国       | 沈阳 | 三生制药体育馆             |      |
| 2025 | 4    | 2025年10月4日 | 中国       | 青岛 | 青岛国信体育馆             |      |

### 簽售會
| 年份 | 場次 | 日期          | 國家／地區 | 城市 | 場館 | 備注             |
| ---- | ---- | ------------- | ---------- | ---- | ---- | ---------------- |
| 2025 | 1    | 2024年2月23日 | 中国       | 深圳 |      | 這是壹張情歌專輯 |

### 音樂節
| 年份 | 日期           | 國家／地區 | 城市 | 音樂節名稱               | 備注 |
| ---- | -------------- | ---------- | ---- | ------------------------ | ---- |
| 2023 | 2023年9月16日  | 中国       | 無錫 | 無錫太湖音樂節           |      |
| 2023 | 2023年10月29日 | 中国       | 福州 | 數字星球音樂節           |      |
| 2023 | 2023年11月14日 | 中国       | 深圳 | 潮拜72小時藝術音樂節     |      |
| 2023 | 2023年11月11日 | 中国       | 湖州 | 莫幹山奇幻音樂節         |      |
| 2023 | 2023年11月25日 | 中国       | 成都 | 花田飛行音樂節           |      |
| 2023 | 2023年12月2日  | 中国       | 紹興 | 紹興鑒湖音樂節           |      |
| 2024 | 2024年1月1日   | 中国       | 深圳 | 國潮音樂嘉年華           |      |
| 2024 | 2024年2月2日   | 中国       | 汕头 | 汕頭superlive音樂嘉年華  |      |
| 2024 | 2024年3月16日  | 中国       | 佛山 | 佛山草莓音樂節           |      |
| 2024 | 2024年3月30日  | 中国       | 重慶 | 重慶FH流行音樂節         |      |
| 2024 | 2024年4月6日   | 中国       | 台州 | 台州麥玩音樂節           |      |
| 2024 | 2024年4月20日  | 中国       | 武漢 | 武漢國潮音樂節           |      |
| 2024 | 2024年5月1日   | 中国       | 成都 | 成都仙人掌音樂節         |      |
| 2024 | 2024年5月2日   | 中国       | 徐州 | 徐州馬蹄音樂節           |      |
| 2024 | 2024年5月3日   | 中国       | 北京 | 北京草莓音樂節           |      |
| 2024 | 2024年5月19日  | 中国       | 佛山 | 佛山樂見潮山音樂節       |      |
| 2024 | 2024年5月24日  | 中国       | 青岛 | 青島極昼派對音樂節       |      |
| 2024 | 2024年5月25日  | 中国       | 慈溪 | 慈溪城市森林音樂節       |      |
| 2024 | 2024年6月2日   | 中国       | 南昌 | 南昌銀河左岸音樂節       |      |
| 2024 | 2024年6月30日  | 中国       | 上海 | 上海超級芒果音樂節       |      |
| 2024 | 2024年7月14日  | 中国       | 合肥 | 合肥葫蘆果音樂節         |      |
| 2024 | 2024年7月27日  | 中国       | 棗莊 | 棗莊超夢音樂節           |      |
| 2024 | 2024年8月4日   | 中国       | 贵阳 | Z紀元銀河左岸音樂節      |      |
| 2024 | 2024年8月17日  | 中国       | 深圳 | 深圳歡樂谷夏浪音樂節     |      |
| 2024 | 2024年8月24日  | 中国       | 煙台 | 煙台養馬島音樂節         |      |
| 2024 | 2024年9月1日   | 中国       | 常州 | 常州長蕩湖超級芒禾音樂節 |      |
| 2024 | 2024年9月8日   | 中国       | 成都 | 泰海巅峰音樂節           |      |
| 2024 | 2024年9月17日  | 中国       | 長春 | 長春銀河左岸音樂節       |      |
| 2024 | 2024年9月22日  | 中国       | 泉州 | 泉州草莓音樂節           |      |
| 2024 | 2024年10月2日  | 中国       | 武漢 | 武漢聲浪音樂節           |      |
| 2024 | 2024年10月3日  | 中国       | 临沂 | 樂見潮向·琅琊國潮音樂節  |      |
| 2024 | 2024年10月4日  | 中国       | 常州 | 太湖灣音樂節             |      |
| 2024 | 2024年10月19日 | 中国       | 保定 | 保定音乐节               |      |
| 2024 | 2024年11月3日  | 中国       | 蘇州 | 蘇州後浪芒禾音樂節       |      |
| 2024 | 2024年11月9日  | 中国       | 成都 | 成都lmf音樂節            |      |
| 2024 | 2024年11月10日 | 中国       | 福州 | 福州國潮音樂節           |      |
| 2024 | 2024年12月8日  | 中国       | 南宁 | Z紀元音樂節南宁站        |      |
| 2024 | 2024年12月15日 | 中国       | 三亞 | 三亞崖州灣芒禾音樂節     |      |
| 2024 | 2024年12月31日 | 中国       | 贵州 | Z紀元銀河左岸跨年音樂節  |      |
| 2025 | 2025年1月1日   |            | 浙江 | 诸暨西施跨年音乐节       |      |

## 外部連結
- 顏人中的Instagram帳戶